# Palupera (gemeente)
Palupera (Estisch: Palupera vald) was een gemeente in de Estische provincie Valgamaa. De gemeente telde 1.003 inwoners op 1 januari 2017 en had een oppervlakte van 123,3 km². In 2011 telde de gemeente 1373 inwoners. De hoofdplaats was Hellenurme.
In oktober 2017 werd de gemeente opgedeeld tussen de gemeente Elva in de provincie Tartumaa en de gemeente Otepää in de provincie Valgamaa.
Naar Elva gingen Astuvere, Atra, Hellenurme, Mäelooga, Palupera, Pastaku en Urmi. Naar Otepää gingen Lutike, Makita, Miti, Neeruti, Nõuni, Päidla en Räbi.

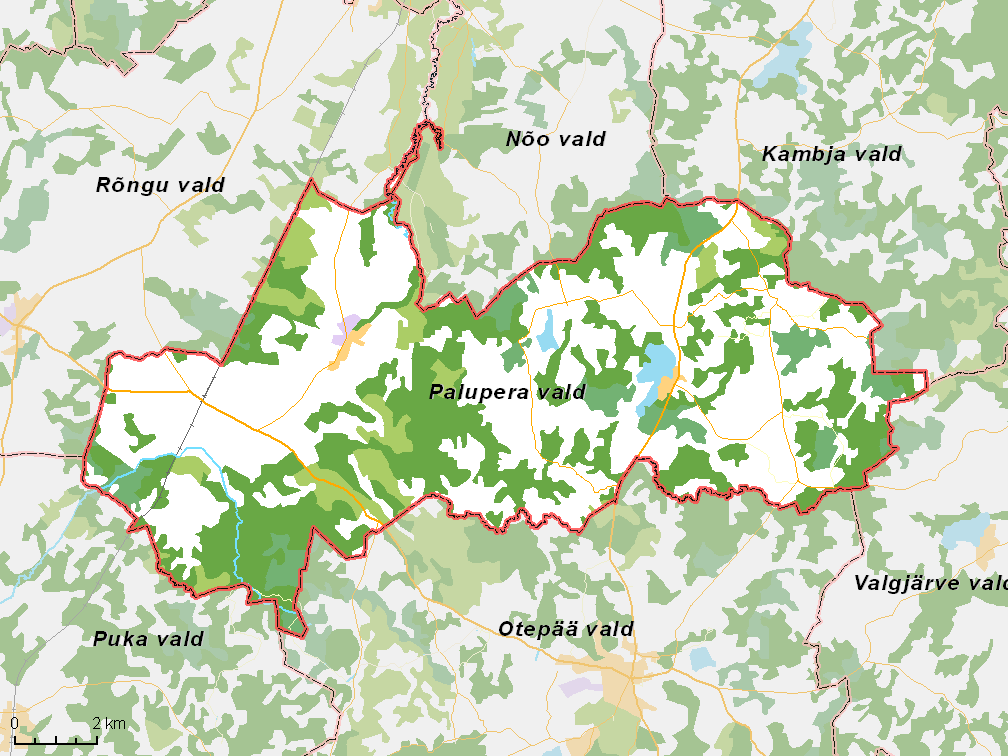
De gemeente met omliggende gemeenten, situatie begin 2017